# زراعة جافة

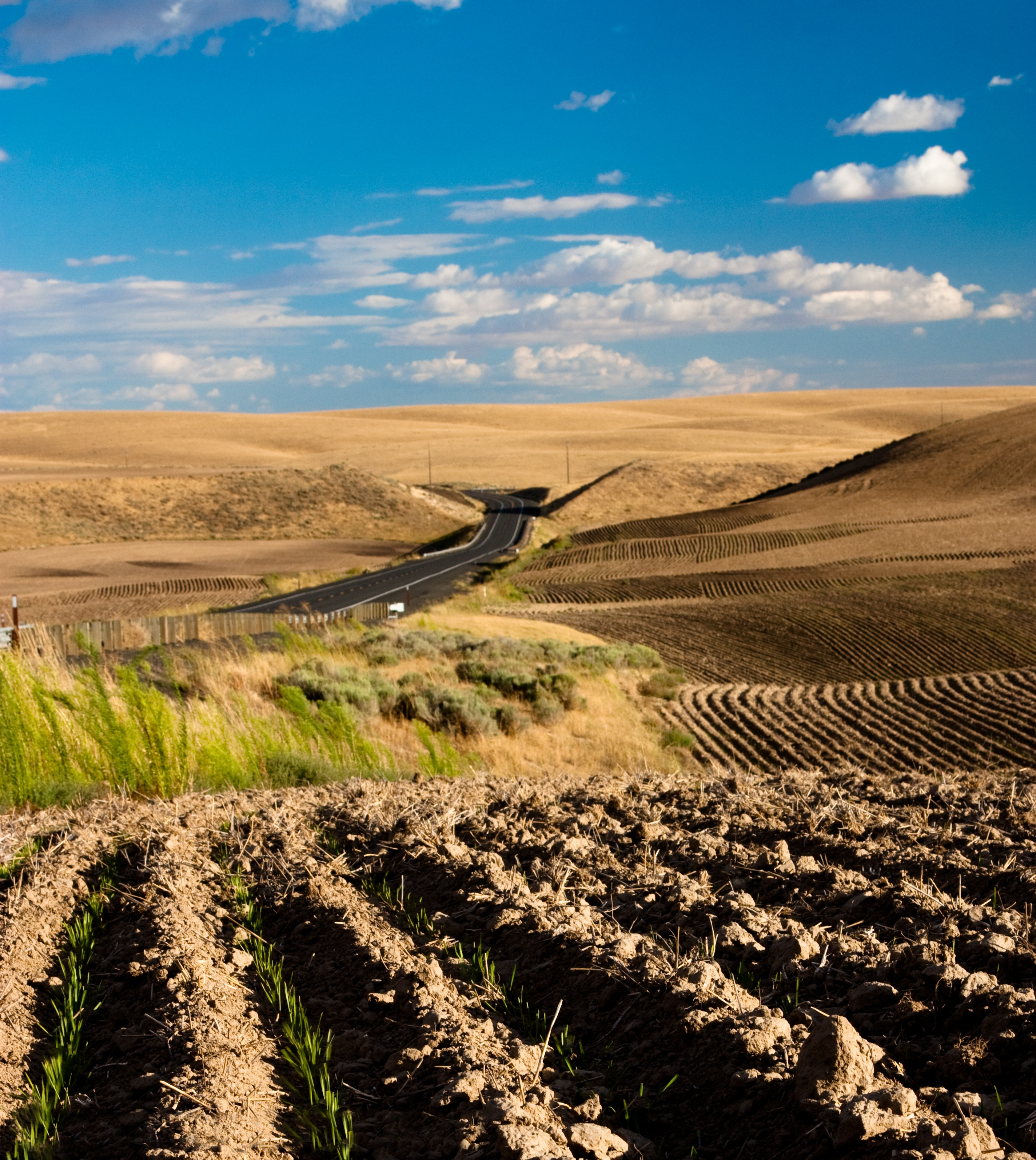

تشمل الزراعة الجافة التقنيات الزراعية المستخدمة في الزراعة غير المروية للمحاصيل. ترتبط الزراعة الجافة بالأراضي الجافة (المناطق التي يتألف مناخها من فصل بارد ورطب متبوع بفصل حار وجاف). يمكن أيضًا أن ترتبط الزراعة الجافة بالظروف القاحلة (في المناطق المُعرضة للجفاف وتلك التي تفتقر لمصادر الماء).

## الميزات

### أماكن الاستخدام
تُستخدم الزراعة الجافة في السهول الكبرى وفي هضبة بالويوس شرق واشنطن، وفي مناطق قاحلةٍ أخرى من أمريكا الشمالية مثل جنوب غرب الولايات المتحدة والمكسيك، وفي الشرق الأوسط وفي مناطق زراعة الحبوب الأخرى مثل سهوب أوراسيا والأرجنتين. أُدخلَت الزراعة الجافة إلى جنوب روسيا وإلى أوكرانيا عن طريق المينونيتيين الأوكرانيين تحت تأثير يوهان كورنيز، وهذا ما جعل الإقليم يصبح سلة الخبز الأوروبية. يستخدم هذا الأسلوب في أستراليا بشكل واسع في جميع الولايات باستثناء الإقليم الشمالي.

### المحاصيل
قد تتضمن محاصيل الزراعة الجافة القمح الشتوي والذرة الصفراء والفاصولياء وعباد الشمس وحتى البطيخ الأحمر. يمكن أن تنجح الزراعة الجافة مع هطول مطري سنوي لا يتجاوز 230 مم، يزيد الهطول المطري المرتفع تنوع المحاصيل. عاشت القبائل الأمريكية الأصلية في الجنوب الغربي القاحل آلاف السنين معتمدة على الزراعة الجافة في المناطق ذات هطول مطري سنوي أقل من 250 مم. يتأثر اختيار المحصول بتوقيت الهطول المطري السائد في كل فصل. على سبيل المثال، تُلائم زراعة القمح الشتوي المناطق التي يحدث فيها هطول مطري مرتفع في الشتاء، بينما قد تكون المناطق التي تمتلك صيفًا رطبًا أكثر ملاءمةً لزراعة المحاصيل مثل الذرة البيضاء وعباد الشمس والقطن.

### الطريقة
تطورت الزراعة الجافة كمجموعة من التقنيات والممارسات الإدارية التي يستخدمها المزارعون للتكيف المستمر مع وجود أو نقصان الرطوبة في دورة النمو الخاصة بمحصول معين. يجب على المزارعين في المناطق الهامشية أن يمتلكوا القدرة المالية لتحمل خسارة المحصول التي قد يتعرضون لها لعدة سنوات متتالية. يتطلب البقاء بالنسبة لمزارع الأراضي الجافة توخي الحذر في إدارة مصادر الرطوبة المتاحة للمحصول المزرعة وإدارة صارمة للنفقات للتقليل من الخسائر في السنوات الفقيرة. تتطلب الزراعة الجافة القياس التقدير المستمر لكمية الرطوبة الموجودة أو التي يحتاجها المحصول في دورة حياته والتخطيط وفقًا لذلك. يعرف مزارعو الأراضي الجافة أن عليهم أن يكافحوا خلال السنوات الجيدة لتحقيق النجاح المالي والتعويض عن السنوات الجافة.
تعتمد الزراعة الجافة على الهطول المطري الطبيعي، وهذا من الممكن أن يجعل الأرض عرضة للعواصف الرملية، وخاصة عند استخدام تقنيات زراعية سيئة أو عندما تحدث العواصف في مواعيد حساسة. تعني حقيقة وجوب احتواء الدورة الزراعية على فترة راحة أنه لا يمكن أن تبقى الحقول بشكل دائم محمية بواسطة غطاء نباتي، الذي يمكن أن يشكل حماية في وجه التعرية.
زعمت بعض نظريات الزراعة الجافة التي طَوِّرت في أواخر القرن التاسع عشر وبدايات القرن العشرين أنها نظريات علمية ولكن تبين أنها علم زائف ولم تصمد أمام الاختبارات التجريبية. على سبيل المثال، زُعم أن الحراثة تحتجز الرطوبة في الأرض، ولكن استندت أساليب فرش التراب تلك على ما كان الناس يتخيلون أنه سيحدث، أو على ما قيل لهم، وليس على ما تثبته التجربة في الحقيقة. يستطلع كتاب «الأرض السيئة: قصة حب أمريكية» تأثيرات التي أحدثها ذلك على الأشخاص الذين شُجِّعوا على حيازة الأراضي الزراعية في المناطق ذات الهطول المطري القليل. فشلت أغلب الملكيات الصغيرة بعد عمل مالكيها بشكل بائس للتشبث بها. 

### العناصر
التقاط وحفظ الرطوبة - يمكن ألّا يتجاوز معدل الهطول المطري السنوي في حقول الأراضي الجافة في مناطق مثل شرق واشنطن 220 مم. في تلال هورس هيفين في واشنطن الوسطى، تكون زراعة القمح منتجةً عند معدل هطول مطري سنوي يقترب من 152 مم (6 إنش). وبالتالي، يجب التقاط الرطوبة إلى أن يصبح المحصول قادرًا على استخدامها. من التقنيات المستخدمة دورة الإراحة الصيفية (التي يُزرع فيها محصول واحد بالاعتماد على الهطول المطري لفصلين، مع ترك القش المنتصب وبقايا المحصول في الحقل لاحتجاز الثلوج)، ومنع جريان المياه السطحية عن طريق إنشاء المدرجات الزراعية.
يُنشئ المزارعون المدرجات الزراعية أيضًا على نطاق ضيق عن طريق حفر أخاديد بالاتجاه الذي يخفف جريان الماء السطحي باتجاه أسفل المنحدر، وعادة عن طريق الحرث على امتداد إما خطوط المنسوب أو الخطوط المفتاحية. يمكن الحفاظ على الرطوبة عن طريق التخلص من الأعشاب الضارة وترك بقايا المحصول لتظلل التربة.
الاستخدام الفعال للرطوبة المتاحة - يجب استخدام الرطوبة عندما تصبح متاحةً لاستخدامها من قبل المحصول بأكثر الطرق فعاليةً. يُنظر بعناية إلى عمق وموعد زراعة البذور لوضع البذور على العمق الذي توجد فيه رطوبة كافية، أو في المكان الذي توجد فيه الرطوبة عند هطول الأمطار الموسمية. يميل المزارعين لاستخدام أصناف المحاصيل المتحملة للجفاف والحرارة (حتى لو كانت أصنافًا منخفضة الإنتاجية). ويُتحوَّط بذلك من فشل المحصول في حال لم تهطل الأمطار الموسمية.
حفظ التربة - تجعل طبيعة الزراعة الجافة منها عرضةً بشكل خاص للتعرية، وخاصةً التعرية الريحية. تتعارض بعض تقنيات حفظ التربة (مثل العزيق المتكرر للتخلص من الأعشاب) مع تقنيات حفظ التربة السطحية. نظرًا إلى أن التربة السطحية السليمة هي عامل شديد الأهمية لاستدامة الزراعة الجافة، يعتبر حفظها بشكل عام الهدف طويل الأمد الأكثر أهمية في عمليات الزراعة الجافة. تُستخدم طرق الحد من التعرية مثل مصدات الرياح، والحراثة المُحافظة أو الزراعة دون حرث، ونثر القش (أو غطاء عضوي آخر في الأراضي الحساسة)، والزراعة الشريطية للتقليل من خسارة التربة السطحية.
التحكم بتكاليف مُدخلات الإنتاج - تُمارس الزراعة الجافة في المناطق التي المُهمشة بطبيعتها للزراعة غير المروية، ولهذا السبب يوجد خطر مرتفع لحدوث فشل المحصول وانخفاض الإنتاجية، وقد يحدث ذلك في السنوات الجافة (بغض النظر عن النقود المُنفَقة أو الجهود المبذولة). يجب على مزارعي الأراضي الجافة تقييم إنتاج المحصول المحتمل بشكل مستمر خلال موسم النمو، وأن يكونوا مستعدين لتقليص مُدخلات الإنتاج مثل الأسمدة ووسائل مكافحة الأعشاب في حال تبين لهم احتمال أن يكون الإنتاج ضعيفًا بسبب عدم كفاية الرطوبة.

## زراعة المناطق القاحلة
تشتمل زراعة المناطق القاحلة أو زراعة الصحراء (بصفتها مجالًا للبحث والتطوير) على دراسات حول كيفية زيادة الإنتاج الزراعي للأراضي التي يسيطر عليها نقص المياه العذبة، ووفرة الحرارة وضوء الشمس، وعادةً أحد أشد فصول الشتاء برودة أو أكثرها، وفصل مطير قصير، والمياه أو التربة المالحة، والرياح القوية الجافة، وبنية التربة الفقيرة، والرعي الجائر، والتطور التكنولوجي المحدود، والفقر، وعدم الاستقرار السياسي.
النهجان الرئيسيان هما:
- النظر إلى الخصائص البيئية والاجتماعية الاقتصادية على أنها عقبات سلبية يجب تجاوزها.
- النظر إلى أكبر عدد ممكن منها على أنه موارد إيجابية يمكن استخدامها.